# Журнал для акционеров
«Журна́л для акционе́ров» — центральный печатный орган владельцев государственных фондов, акций обществ железных дорог, страховых, пароходных и других промышленных компаний. Еженедельный журнал, издаваемый под редакцией К. Трубникова в Санкт-Петербурге в 1857—1860 годах. Под тем же названием К. Трубников выпускал в течение ноября и декабря 1893 года еженедельное приложение к «Экономическим ведомостям», прекратившимся на № 9.
Возобновлён в 1993—2009 гг.